# 台湾骨螺
台湾骨螺（学名：Murex rectirostris），是新腹足目骨螺科骨螺属的一种。主要分布于中国大陆、台湾，常栖息在潮下带。